# أحمد حسني محمد
أحمد حسني محمد، مواليد 8 يناير 1989 في السعودية، هو لاعب كرة قدم مصري.
لعب سابقاً في نادي إنبي ونادي سموحة واحترف في نادي كركوك العراقي ونادي البقعة الأردني ونادي الأنصار السعودي.